# Phanoptis cyanomelas
Phanoptis cyanomelas är en fjärilsart som beskrevs av Felder 1874. Phanoptis cyanomelas ingår i släktet Phanoptis och familjen tandspinnare. Inga underarter finns listade i Catalogue of Life.